# Charles Spencer King
Pour les articles homonymes, voir King.
Charles Spencer King, souvent appelé Spen King, (26 mars 1925 - 26 juin 2010) est un ingénieur automobile, figure importante du constructeur automobile Rover et, après son rachat, de la British Leyland. 

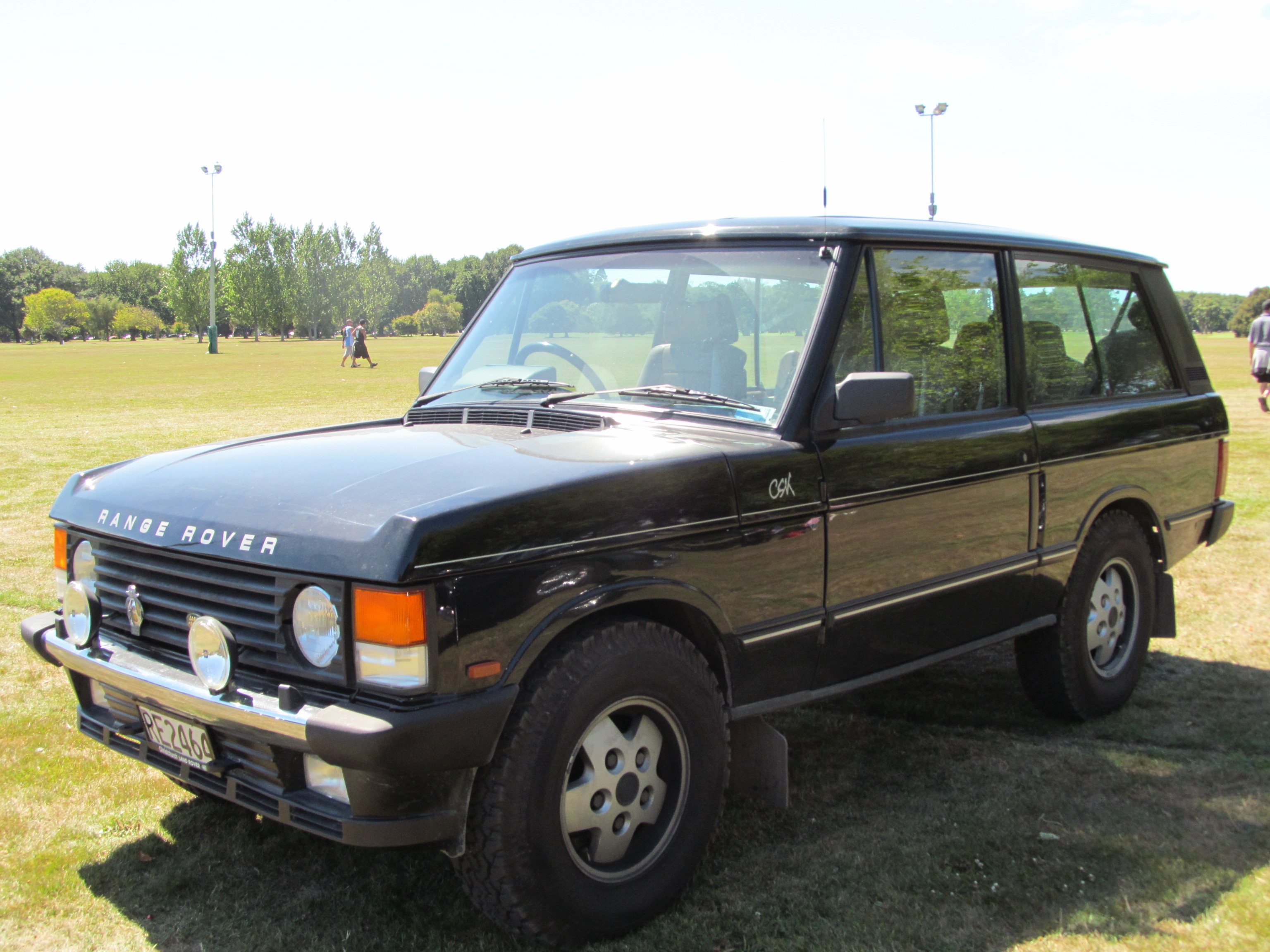
Range Rover série limitée CSK (1991).

## Biographie
Après avoir quitté l'école en 1942, il est d'abord apprenti chez Rolls-Royce. Il rejoint Rover, dirigée par ses oncles Maurice et Spencer Wilks, en 1945 et travaille tout d'abord sur le prototype expérimental JET1 — avec lequel il atteindra la vitesse de 245 km/h — alimenté par des turbines à gaz. Il assiste ensuite au développement du prototype T3 dont les suspensions arrière DeDion lui valent d'être promu en 1959 ingénieur en chef, responsable des nouveaux projets. Il y supervise la création de véhicules emblématiques, à commencer par la P6 puis la SD1 et surtout le Range Rover, icône automobile à laquelle il reste associé. Hommage lui sera d'ailleurs rendu en 1990 lors de la commercialisation d'une édition limitée à 200 exemplaires du Range Rover dénommée d'après ses initiales CSK.  
Lorsque Rover est repris par la Leyland Motor Corporation, devenue par la suite British Leyland (BL), il dirige les équipes responsables des modèles Triumph TR6, Triumph Stag et Triumph TR7 ainsi que la conception innovante de la culasse à 16 soupapes utilisée sur la Triumph Dolomite Sprint. Plusieurs autres modèles du groupe BL ont été développés sous sa direction mais à une époque chaotique pour l'industrie automobile britannique, King était souvent frustré par les compromis de conception imposés par le manque de financement ainsi que par la mauvaise qualité des véhicules produits par une main-d'œuvre peu coopérative dans des usines souvent obsolètes. Président de BL Technology à partir de 1979, il est responsable du développement d'une série de modèles expérimentaux ECV (Energy Conservation Vehicle) légers, aérodynamiques et techniquement avancés, dont les caractéristiques ont été incorporées dans des produits ultérieurs du groupe BL tels que le moteur de la Série-K de Rover, ou adoptées par d'autres constructeurs,. 
Il prend sa retraite en 1985. En 2004, il critique les propriétaires de SUV qui conduisent leurs véhicules dans les zones urbaines, affirmant que des véhicules comme le Range Rover qu'il a créé n'ont jamais été « conçus comme un symbole de prestige ». 
Il meurt le 26 juin 2010 de complications des suites d'un accident de vélo.